# 緒方良
緒方 良（おがた りょう、1958年11月5日 - ）は、日本のバレーボール元選手・指導者。元日本代表、元新日本製鉄男子バレーボール部監督。日本バレーボール協会役員、JVA GOLD PLAN副委員長、日本バレーボール指導者協会副会長、三晃金属工業株式会社取締役を歴任。

## 来歴
大阪市の清風高等学校を経て、1981年に駒澤大学を卒業。大学在学中からナショナルチームで活躍。日本代表でエースアタッカー。実業団の新日鉄男子バレーボール部（現：日本製鉄堺ブレイザーズ）で主将、コーチ、監督を歴任（選手7年、コーチ3年、監督2年、日本リーグで優勝4回、準優勝4回）。
日本バレーボール協会公認講師・指導普及委員会副委員長・普及部部長。日本体育協会公認バレーボール上級コーチ、一般社団法人日本バレーボール指導者協会副会長、NPO法人日本ビーチ文化振興協会参与などを務める。

## 社業略歴
- 1981年、新日本製鐵入社
- 2013年、三晃金属工業参与屋根営業本部営業推進部担当部長
- 2015年、同執行役員屋根営業本部営業推進部長
- 2017年、同取締役屋根営業本部営業推進部長
- 2019年、同取締役営業本部営業推進部長、成型品営業部長
- 2021年、同取締役営業本部副本部長および営業推進部長委嘱
- 2022年、同上席執行役員営業本部副本部長および営業推進部長委嘱[11][12]